# Iritty
Iritty (en malabar, ഇരിട്ടി) es una ciudad situada en el estado indio de Kerala, en el distrito de Kannur. Según el censo de 2011, tiene una población de 40 369 habitantes.
El taluk del que es capital fue creado en 2014 mediante la agrupación de los panchayats de Payyam, Keezhur, Aralam, Ayyankunnu y Ulikkal. Dentro del taluk, la ciudad en sí fue constituida como municipio en 2015.
Era un asentamiento rural de menor importancia hasta 1933, cuando los británicos construyeron aquí un puente de acero de diez toneladas para unir Kodagu con Thalassery. Desde entonces se desarrolló como una localidad comercial.
Se ubica a orillas del río Valapattanam, unos 30 km al noreste de la capital distrital Cananor.